# Phalaenopsis appendiculata
Phalaenopsis appendiculata är en orkidéart som beskrevs av Cedric Errol Carr. Phalaenopsis appendiculata ingår i släktet Phalaenopsis och familjen orkidéer. Inga underarter finns listade i Catalogue of Life.

## Bildgalleri

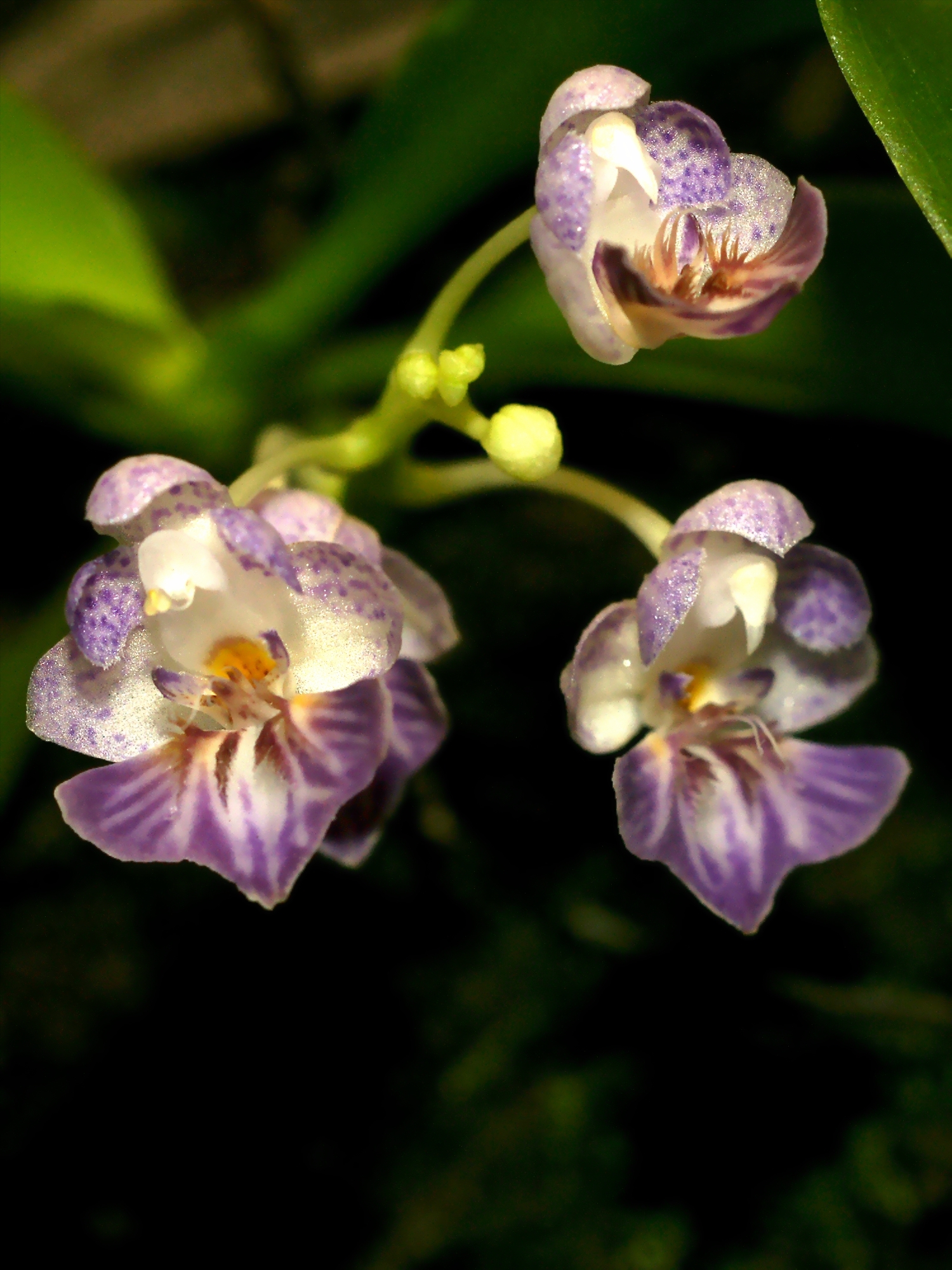
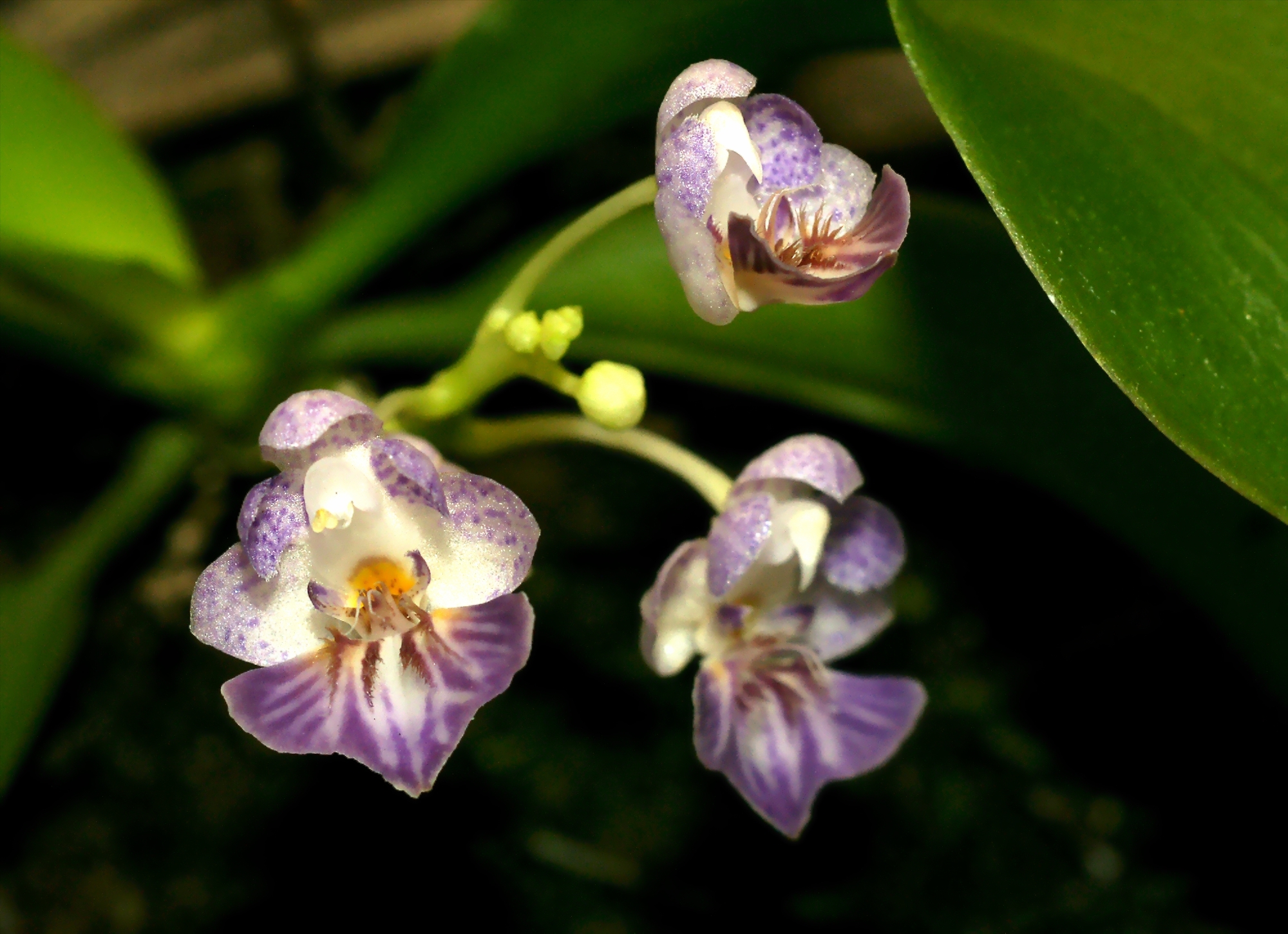